# Tapo Heleço
Der Tapo Heleço (auch Tapo Helesu) ist ein See im osttimoresischen Suco Atabae (Gemeinde Bobonaro). Er befindet sich auf dem Berg Foho Hatubesilaun im Süden der Aldeia Lolocolo, auf einer Meereshöhe von 610 m. Die Fläche beträgt etwa einen halben Hektar. Zu dem See führt ein kleiner Weg aus dem Dorf Saburapo weiter südwestlich, vorbei am Foho Hatubesilaun und seinem größeren Nachbarn. Drei Kilometer südwestlich des Sees liegt die namengebende Aldeia Helesu.